# Pedro Martínez
Pedro Jaime Martínez  (Manoguayabo, 25 de octubre de 1971) es un ex lanzador dominicano que jugó en las Grandes Ligas de Béisbol (MLB) durante 17 temporadas para cinco equipos, desarrolló la mayor parte de su carrera con los Boston Red Sox. 

## Carrera
Es ocho veces All-Star, tres veces ganador del Premio Cy Young y campeón de la Serie Mundial de 2004. En el momento de su victoria número 200 en abril de 2006, Martínez tuvo el mayor porcentaje de victorias para un lanzador abridor de 350 partidos en la historia del béisbol moderno. Elegido el 6 de enero de 2015 en la Clase 2015 al Salón de la Fama de Cooperstown. El 26 de julio de 2015 fue Inducido al Salón de la Fama de Cooperstown de las Grandes Ligas en su primer año de elegibilidad junto a grandes estrellas en ese año: Randy Johnson, John Smoltz y Craig Biggio.
Martínez fue firmado originalmente por los Dodgers de Los Ángeles como agente libre amateur en 1988. Después de varios años en las ligas menores dentro de la organización, debutó en las Grandes Ligas el 24 de septiembre de 1992, lanzando dos entradas en blanco como relevista en un juego contra los Rojos de Cincinnati. Realizó su primera apertura el 30 de septiembre del mismo año, permitiendo dos carreras en una derrota 3-1 también frente a los Rojos.
Fue con los Expos de Montreal donde Martínez se consolidó como uno de los mejores lanzadores del béisbol. El 3 de junio de 1995, lanzó nueve entradas perfectas contra los Padres de San Diego, antes de permitir un golpeado (hit by pitch) en la décima entrada. Fue retirado inmediatamente del partido, y acreditado con la victoria en una blanqueada de 1-0 a favor de Montreal.
En 1997, Martínez logró un récord de 17-8 para los Expos, liderando la liga en efectividad con 1.90, ponches con 305 y 13 juegos completos lanzados; convirtiéndose en el único jugador de los Expos en ganar el Premio Cy Young de la Liga Nacional. Pedro Martínez fue también el primer lanzador derecho en llegar a 300 ponches con una efectividad por debajo de 2.00 desde Walter Johnson en 1912.
Los 13 juegos completos estaban empatados en el segundo total más alto en una temporada en todo el béisbol desde que la carrera de Martínez comenzó (Curt Schilling tuvo 15 en 1998; Chuck Finley y Jack McDowell también llegaron a 13 en un año). Sin embargo, este total de 1997 es, con mucho, el más alto en la carrera de Martínez, ya que solo completó 7 en el año 2000. Sus promedios con los Expos fueron de: 55 victorias, 117 juegos y 33 derrotas.

### Boston Red Sox

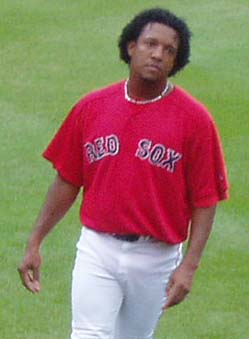
Martínez con Boston Red Sox en 2004.

Martínez fue cambiado a los Boston Red Sox en noviembre de 1997 por Carl Pavano y Tony Armas, Jr., y fue firmado para un período de seis años, con un contrato de $75,000,000 (con una opción para un séptimo año y $17 millones) por el gerente general de los Medias Rojas Dan Duquette, siendo el más grande jamás otorgado a un lanzador en ese momento. Martínez de inmediato justificó su pago en 1998, con un récord de 19-7 y terminó segundo en la Liga Americana en efectividad, WHIP (Walks plus hits per inning pitched), ponches, y en las votaciones para el premio Cy Young.
En 1999, Martínez lanzó una de las temporadas más grandes de todos los tiempos, terminando con 23-4, con una efectividad de 2.07 y 313 ponches (ganando la triple corona), ganando por unanimidad su segundo premio Cy Young (esta vez en la Liga Americana), y terminando en segundo lugar en la mayoría de las votaciones para Jugador Más Valioso.
El resultado para MVP fue controvertido, ya que Martínez recibió el mayor número de votos en primer lugar de cualquier otro jugador (8 de 28), pero se omitió por completo de la votación de dos periodistas deportivos, George King de Nueva York y LaVelle Neal de Mineápolis. Los dos periodistas argumentaron que los lanzadores no fueron lo suficientemente versátiles para ser considerados. (Sin embargo, George King le había dado sus votos de MVP a dos lanzadores la temporada anterior: Rick Helling y David Wells. King fue el único en emitir un voto por Helling, quien se había ido de 20-7 con una efectividad de 4.41 y 164 ponches). Martínez terminó en segundo lugar detrás del receptor de los Rangers de Texas Iván Rodríguez, por un margen de 252 a 239 puntos. Rodríguez había sido incluido en todos los 28 votos.
En 1999, Martínez se convirtió en el octavo lanzador moderno en tener una segunda temporada de 300 ponches, junto con Nolan Ryan (6 veces), Randy Johnson (tercera vez en 1999, y tres veces más desde entonces), Sandy Koufax (3 veces), Rube Waddell, Walter Johnson, Sam McDowell, J.R. Richard, y Curt Schilling. Schilling más tarde añadiría una tercera temporada de 300-K. Una anomalía en los anales de los lanzadores de poder, Martínez es el único lanzador del siglo XX en lograr 300 ponches en una temporada sin medir al menos seis pies de altura.
Entre agosto de 1999 y abril de 2000, Martínez tuvo diez años consecutivos abriendo con 10 o más ponches. Solo tres lanzadores han tenido hasta siete aperturas en una fila, y uno de ellos fue el propio Martínez, en abril-mayo de 1999. Promedió más de 15 ponches por cada nueve entradas durante su racha récord de 10 partidos.  Durante la temporada de 1999, estableció el récord de más entradas lanzadas consecutivas con un ponche, con 40. En su carrera, Martínez ha recopilado 15 o más ponches en un juego diez veces, empatando con Roger Clemens en el tercer puesto. (Nolan Ryan con 27, y Randy Johnson con 29).
Martínez fue nombrado el Lanzador del Mes de la Liga Americana en abril, mayo, junio y septiembre de 1999, una hazaña sin precedentes para una sola temporada. Martínez volvió a demostrar su poder dominante en el Juego de Estrellas de 1999 en el Fenway Park, cuando ponchó a Barry Larkin, Larry Walker, Sammy Sosa, Mark McGwire y Jeff Bagwell en dos entradas y un tercio memorable. Fue la primera vez que un lanzador ponchó a los tres bateadores en línea en el inicio de un Juego de Estrellas, y por esa actuación Martínez ganó el premio MVP del Juego de Estrellas.
Martínez fue el punto focal de los playoffs de 1999 contra los Indios de Cleveland. Empezando la serie, fue forzado a abandonar el juego después de cuatro entradas en blanco debido a una lesión en la espalda con los Medias Rojas ganando 2 por 0. Los Medias Rojas, sin embargo, perdieron el juego 3-2. Cuando los Indios ganaron también el segundo partido, parecía que Martínez había lanzado el último lanzamiento de su maravillosa temporada de 1999. Boston ganó los dos próximos partidos para empatar la serie, pero Martínez todavía seguía lesionado para lanzar en el quinto y último partido. Sin embargo, ninguno de los equipos titulares fueron eficaces, y el juego se convirtió en una pelea, empatados a 8 y 8 en la final de 3 entradas. Martínez entró al partido como relevista. Inesperadamente, Martínez neutralizó la alineación de Cleveland con seis entradas sin hits para anotarse la victoria. Ponchó a ocho y dio tres boletos, a pesar de no ser capaz de tirar bien su recta o dominar su cambio. Confiando totalmente en su curva, Martínez y los Medias Rojas ganaron el juego decisivo 12 por 8. Aparte de sus 9 entradas perfectas en 1995, este rendimiento es referido como uno de los mejores en la carrera de Martínez.
En la Serie de Campeonato de la Liga Americana, Martínez lanzó siete entradas sin permitir anotaciones para vencer al lanzador de los Yanquis de Nueva York Roger Clemens en el Juego 3, entregando el campeonato a sus rivales. Su única derrota de la postemporada de 1999.
Después de 1999, Martínez tuvo tal vez su mejor año en el 2000. Martínez registró una extraordinaria efectividad de 1.74, la más baja de la Liga Americana desde 1978, mientras ganaba su tercer premio Cy Young. Roger Clemens con efectividad de 3.70 fue la segunda más baja de la Liga Americana, pero fue casi el doble que el registrado por Martínez.
El récord de Martínez fue 18-6, pero podría haber sido aún mejor. En sus seis derrotas, Martínez tuvo 60 ponches, 8 paseos, y 30 hits permitidos en 48 innings, con una efectividad de 2.44 y un WHIP (Walks plus hits per inning pitched de 0.79, mientras promediaba 8 entradas por salida. La efectividad de Martínez en sus juegos perdidos fue menor que el líder total en efectividad de la Liga Nacional (Kevin Brown 2,58). El lanzador de los Yankees Andy Pettitte superó a Martínez como mejor lanzador de la liga en dos ocasiones, otras cuatro derrotas de Martínez fueron por una carrera cada una. La primera derrota del año de Martínez fue de 1-0 en la que tuvo 17 ponches y una base por bolas.
El WHIP de Martínez en el año 2000 fue de 0.74, rompiendo dos récords; el de 87 años establecido por Walter Johnson, así como la marca de 0.77 de Guy Hecker en 1882. Martínez se convirtió en el único lanzador abridor en la historia en tener tantos ponches en una temporada (284) como hits permitidos (128).
En el transcurso de 1999 y 2000, Martínez permitió 288 hits y 69 bases por bolas en 430 innings, con 597 ponches, un WHIP de 0.83, y una efectividad de 1.90.
Aunque continuó su dominio cuando estaba sano, al llegar a un sub-2.00 de efectividad en medio de la siguiente temporada, Martínez pasó gran parte de 2001, relativa en la lista de lesionados con una lesión en el manguito rotador y los Medias Rojas cayeron en un pobre final. Martínez terminó con marca de 7-3, una efectividad de 2.39, y ponchó a 163, pero solo lanzó 116 entradas.
Saludable en el año 2002, se recuperó para liderar la liga con una efectividad de 2.26, WHIP de 0.923 y 239 ponches, mientras terminaba con un récord de 20-4. Sin embargo, el premio Cy Young de la Liga Americana de esa temporada fue ganado por un estrecho margen por Barry Zito de los Atléticos de Oakland, a pesar de la mayor efectividad, el mayor porcentaje de WHIP, los pocos ponches y un menor porcentaje de victorias de Zito. Martínez se convirtió en el primer lanzador desde la creación del Premio Cy Young en liderar su liga en cada una de esas cuatro estadísticas y sin embargo, no ganar el premio.

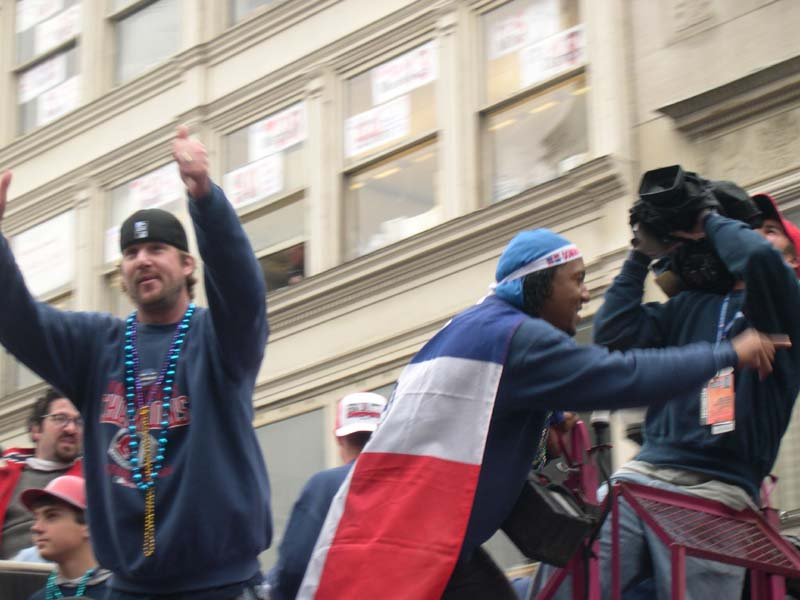
Derek Lowe (izquierda) y Martínez celebrando la victoria de los Red Sox en la Serie Mundial de 2004.

El récord de Martínez en 2003 fue de 14-4. Lideró la liga en efectividad por quinta vez con 2.22, también lideró en WHIP por quinta vez con 1.04, y terminó segundo de la liga detrás del mexicano Esteban Loaiza por un solo ponche. Martínez quedó en tercer lugar para el premio Cy Young en 2003, el cual fue ganado por Roy Halladay.
Martínez se fue de 16-9 en 2004, a pesar de una inusual efectividad de 3.90, mientras los Medias Rojas ganaban el puesto del wild card de la Liga Americana. Lanzó efectivamente en los playoffs, contribuyendo a la primera Serie Mundial el equipo en 86 años. Martínez volvió a quedar segundo en ponches en la Liga Americana, y quedó en cuarto lugar en la votación del Cy Young.
El contrato de siete años que recibió de los Medias Rojas había sido considerado un riesgo enorme en la temporada baja de 1997, pero Martínez tenía la esperanza de seguir con el equipo. Sin embargo, Martínez terminó su carrera en los Medias Rojas, dejando un récord de 117-37, el mayor porcentaje de victorias que un lanzador haya tenido con cualquier equipo en la historia del béisbol.

### New York Mets

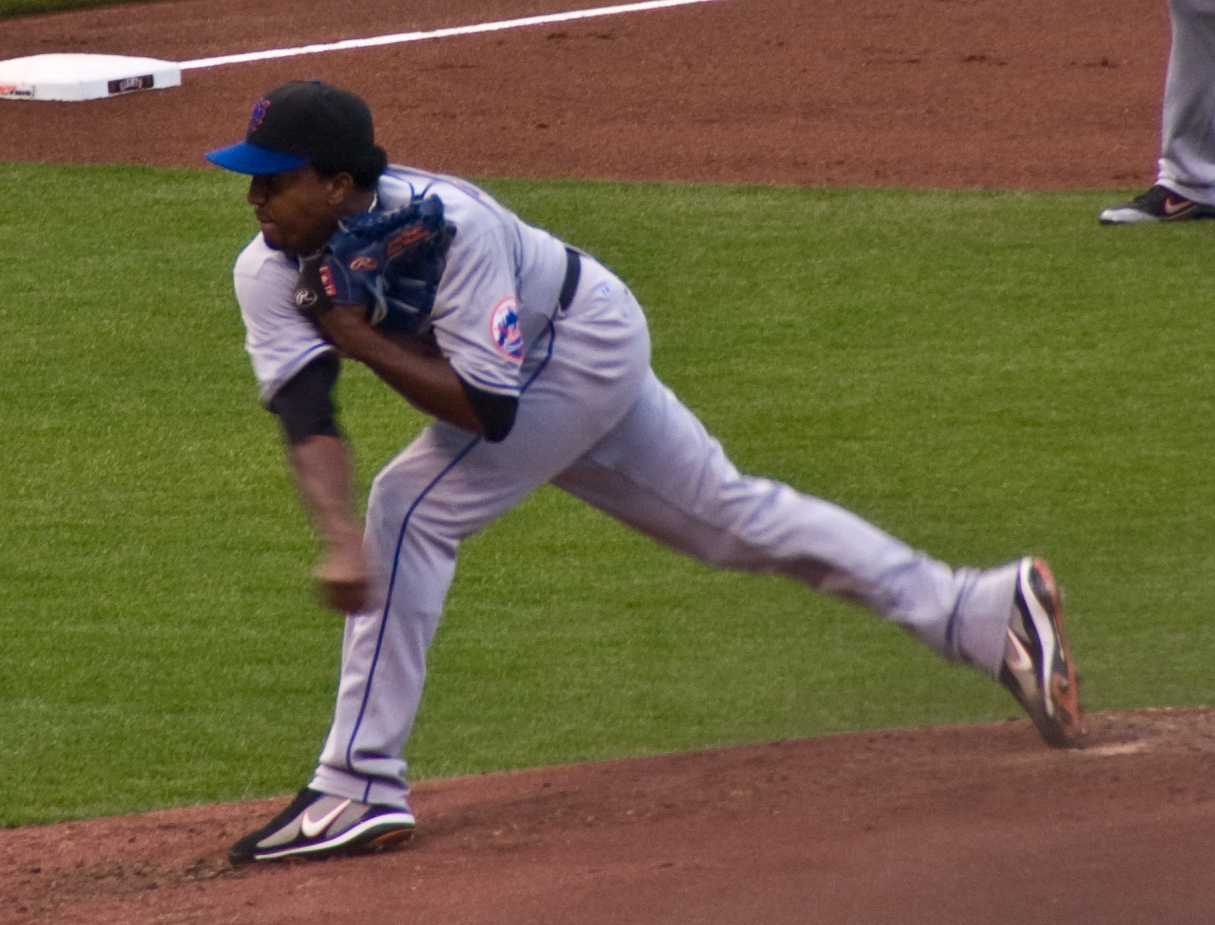
Martínez lanzando con los Mets

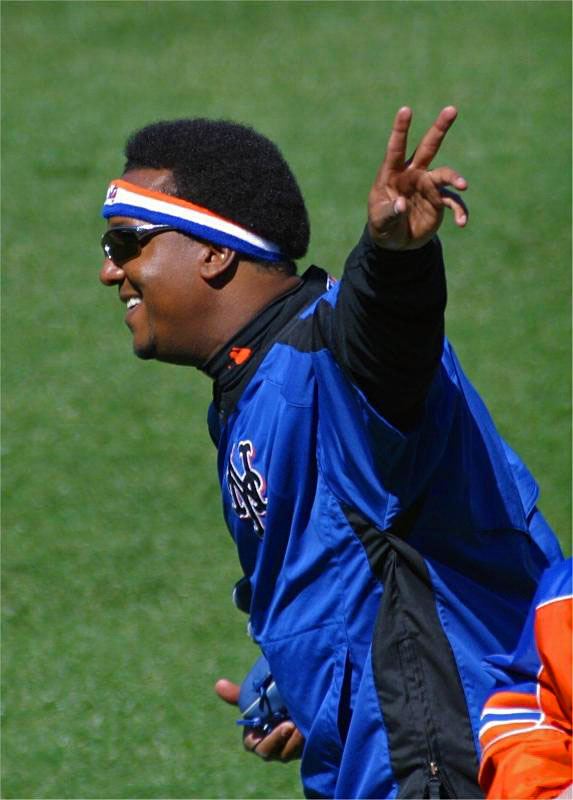
Martínez con los Mets después de una firma de autógrafos

Después del triunfo de Boston en la Serie Mundial de 2004, Martínez se convirtió en agente libre y firmó un contrato de 4 años y 53 millones de dólares con los Mets de Nueva York. En 2005, su primera temporada con los Mets, Martínez logró récord de 15-8 con una efectividad de 2.82, ponchó a 208, y un WHIP de 0.95, liderando la liga. Fue su sexto título de WHIP en la liga, y la quinta vez que lideró las grandes ligas en esa categoría. Los opositores batearon para.204 en su contra.
Martínez comenzó la temporada de 2006 en la parte superior de su juego. A finales de mayo, se fue de 5-1 con una efectividad de 2.50, con 88 ponches y 44 bases por bolas, 17 hits permitidos en 76 entradas; los registros de Martínez fueron los peores de lo que podría haber sido, lo que le costó dos victorias a los Mets. Sin embargo, durante su salida del 26 de mayo ante los Marlins de Florida, Martínez fue instruido por los árbitros para cambiar su camiseta. Se metió en el pasillo, hiriéndose la cadera, y malogrando su prometedora temporada. Los efectos no fueron inmediatamente evidentes, y aunque Martínez perdió el juego contra los Marlins, su siguiente salida fue un acalorado duelo con el lanzador de Arizona Diamondbacks Brandon Webb. Después de eso, a partir del 6 de junio, Martínez se fue de 4-7 con una efectividad de 7.10 en una serie interrumpida dos veces por visitas de Martínez a la lista de lesionados. Una lesión en la pantorrilla derecha lo atormentó durante los dos últimos meses de la temporada. Después de que Martínez fue retirado de una ineficaz salida el 15 de septiembre, las cámaras de televisión lo enfocaron en el dugout de los Mets, aparentemente llorando. Posteriormente unos exámenes de resonancia magnética que revelaron un desgarro muscular en la pantorrilla izquierda de Martínez, y un desgarro del manguito rotador. Martínez se sometió a una cirugía que lo mantuvo al margen durante la mayor parte de la temporada de 2007.
El 3 de noviembre de 2006, Martínez dijo que si no podía volver con toda su fuerza, podría retirarse después de la temporada de 2007.
El 3 de septiembre de 2007, Martínez regresó de la lista de lesionados con su 207 victorias, permitiendo dos carreras limpias en cinco entradas y registrando sus 3000 ponches, convirtiéndose en el lanzador número 15 en hacerlo. El regreso de Martínez fue considerado un gran éxito, ya que el derecho se fue de 3-1 en cinco aperturas con una efectividad de 2.57. Pero su última salida fue una crucial derrota por 3-0 de Saint Louis Cardinals en la última semana del colapso histórico de los Mets en 2007; Martínez proporcionó un buen rendimiento de pitcheo (7 IP, 2 ER, 7 H, 1 BB, 8 K), pero sus compañeros de equipo fallaron en la ofensiva.
Martínez se convirtió en el cuarto lanzador en llegar a 3,000 ponches con menos de 1,000 bases por bolas (en el caso de Martínez, 701). Ferguson Jenkins, Greg Maddux y Curt Schilling habían hecho lo mismo. Martínez también se unió a Nolan Ryan y Randy Johnson para convertirse en el tercer lanzador de 3,000 ponches en tener más ponches que entradas lanzadas, y es también el primer lanzador latinoamericano en tener 3,000 ponches.
Su inesperado buen final en 2007 aumentó las esperanzas, pero el 2008 fue una temporada terrible para Martínez. Lanzó tan solo cuatro entradas y un tercio en su primer partido de la temporada, un 1.º de abril yéndose sin decisión contra los Marlins de Florida. Más tarde dijo a periodistas que había sentido algo en su pierna izquierda. Martínez fue diagnosticado con un tendón lastimado y no regresó a la acción por más de dos meses. Tras su regreso, su recta general llegó a 90-91 millas por hora, una velocidad menor de lo que había tenido en su mejor momento, pero ligeramente más alta que en las últimas temporadas. Martínez terminó la temporada con una nota baja, perdiendo sus tres decisiones en septiembre con un récord de 5-6, el único récord perdido de su carrera con más de 10 decisiones. (Martínez se fue 0-1 en dos apariciones en 1992.) Su efectividad de 5.61 y su WHIP de 1.57 también fueron los peores de su carrera, y por primera vez en su carrera, decayó su dominio para ponchar a los bateadores.
Durante su contrato de cuatro años con los Mets, Martínez se fue de 32-23 en 79 aperturas, con una efectividad de 3.88 y un WHIP de 1.16.

### Philadelphia Phillies

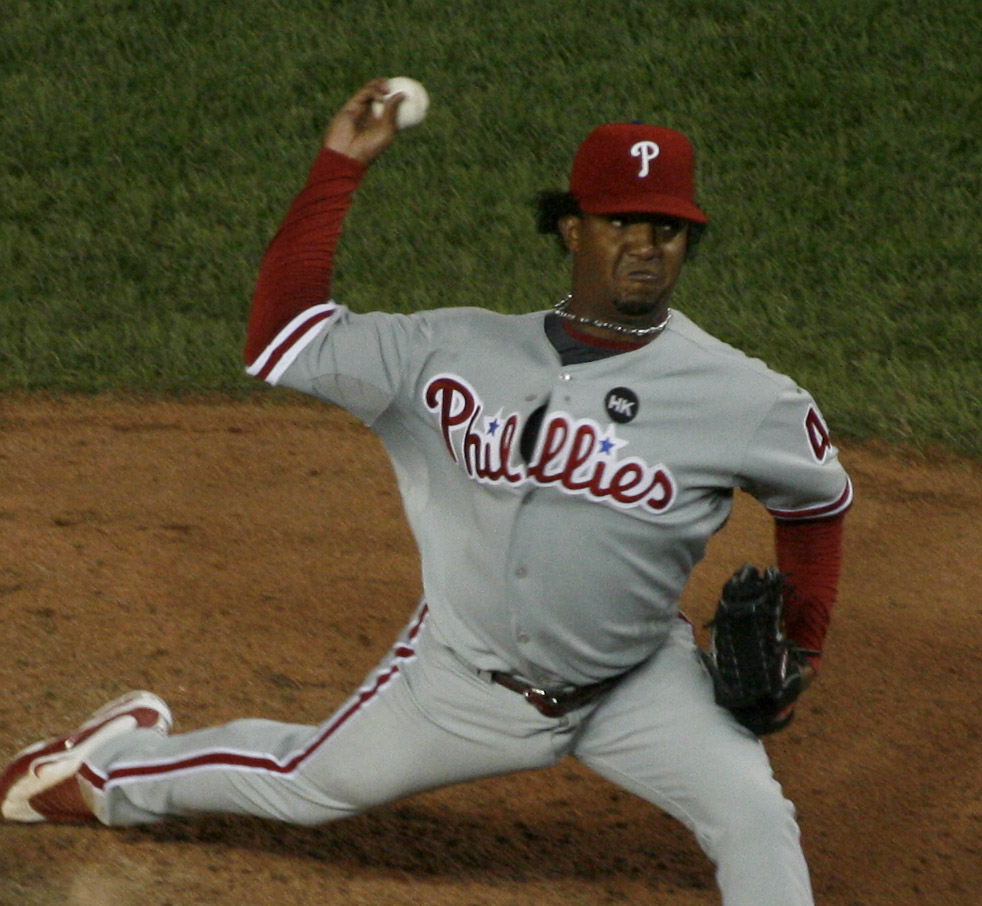
Martínez durante su breve temporada con los Filis en 2009

Siendo agente libre, Martínez no firmó con un equipo de grandes ligas durante el invierno. En marzo, se unió a la escuadra de República Dominicana para el Clásico Mundial de Béisbol 2009, en un intento de mostrar su brazo. Martínez lanzó seis entradas sin permitir anotaciones con 6 ponches y sin bases por bolas, pero el equipo fue eliminado rápidamente del torneo y no tuvo contrato de grandes ligas. En julio de 2009, los scouts de los Filis evaluaron a Martínez en dos juegos simulados contra el equipo de ligas menores Dominican Summer Phillies, llevándolo a un año de contrato por $1 millón de dólares.
Sustituyendo a Jamie Moyer como abridor en la rotación de los Filis el 12 de agosto, Martínez ganó en su debut de 2009. En su regreso a Nueva York el 23 de agosto, la victoria de Martínez ante los Mets fue preservada por un raro triple play sin asistencia del segunda base Eric Bruntlett en la parte baja de la novena entrada. Con su victoria el 3 de septiembre (su tercera con los Phillies y su triunfo 100 en la Liga Nacional) Martínez se convirtió en el décimo lanzador en la historia en ganar por lo menos 100 juegos en cada liga. El 13 de septiembre, Martínez lanzó ocho entradas para vencer a los Mets de nuevo, con un marcador final de 1-0. Sus 130 lanzamientos fueron la mayor cantidad que había tirado en un partido desde la Serie Divisional en octubre de 2003. Filadelfia ganó cada una de las 7 primeras aperturas de Martínez, la única vez en la historia del equipo que esto ocurría con cualquier lanzador debutante de los Filis desde 1900. En la Serie de Campeonato contra los Dodgers, lanzó siete entradas en blanco permitiendo solo dos hits, pero el bullpen de Filadelfia fracasó en la siguiente entrada, costándole la victoria a Martínez.
Se creó un intenso interés de los medios acerca del "regreso al Yankee Stadium" de Martínez en el Juego 2 de la Serie Mundial. Martínez lanzó efectivamente en su segunda salida histórica en la Serie Mundial, pero abandonó el partido en la séptima entrada final 2-1 y terminó perdiendo. Antes de su salida en la serie, Martínez se hacía llamar el mismo y a su lanzador oponente Andy Pettitte "old goats (chivos viejos)". Martínez permitió cuatro carreras en cuatro entradas y un tercio, cayendo a 0-2, los Filis perdieron el sexto juego de la Serie Mundial de 2009 contra los Yanquis de Nueva York.
Después de la serie, Martínez anunció que no tenía intención de retirarse, pero se quedó sin firmar cuando comenzó la temporada 2010. A pesar de los informes de los medios de comunicación acerca de que los Filis habían estado discutiendo un acuerdo para que Martínez vuelta en la otra mitad de la temporada, el agente de Martínez anunció en julio que él no estaría lanzando en todo el 2010, pero sigue interesado en un retorno en 2011.
En diciembre de 2009, Sports Illustrated, nombró a Martínez como uno de los cinco lanzadores en la rotación de abridores de su MLB All-Decade Team.
En diciembre de 2010, Martínez le dijo a un reportero de El Día "Me estoy dando cuenta de lo que es ser una persona normal... Lo más probable es que no regrese al béisbol activo... pero honestamente no sé si definitivamente voy a anunciar mi retiro ". Martínez recibido algunas consultas iniciales durante el invierno, aunque durante el inicio de la temporada 2011, no firmó con ningún equipo.
El 25 de marzo de 2011,  la Galería Nacional de Arte del Smithsonian develó una pintura al óleo de Martínez para su museo, convirtiéndolo en el primer lanzador de grandes ligas en tener una pintura en su galería.

## Juegos memorables
El 13 de abril de 1994, en su segunda salida con los Expos de Montreal, Martínez perdió un juego perfecto con un out en la octava entrada cuando golpeó a Reggie Sanders de Cincinnati con un lanzamiento. Sanders furioso se dirigió hacia el montículo del lanzador y luego fue ridiculizado por la prensa, pues no había razón alguna para que un lanzador que está en medio de un juego perfecto quiera golpear de forma intencional a un bateador. Martínez permitió un sencillo en la novena entrada, rompiendo su no-hitter, y fue eliminado por el relevista John Wetteland (quien llenó las bases y recibió dos elevados de sacrificio, que significaron dos carreras y la salida sin decisión para Martínez). Tres años más tarde, en 1997, Martínez volvió a tener otro juego de un solo sencillo permitido frente a los Cincinnati Reds, ese único sencillo conectado por los Reds lo hicieron en la quinta entrada.
Martínez ha estado bastante cerca de lanzar un juego perfecto en varias ocasiones, sin haber tenido créditos por ellos. El 3 de junio de 1995, mientras lanzaba para Montreal retiró a los primeros 27 bateadores de los Padres de San Diego. Sin embargo, el partido estaba empatado 0-0 yéndose a entradas extras. Los Expos anotaron una carrera en la parte superior de la décima, pero Martínez ya había permitido un doble de Bip Roberts. El mánager de los Expos Felipe Alou retiró a Martínez del juego siendo relevado por Mel Rojas, quien retiró a los siguientes tres bateadores. Martínez oficialmente no registró ni un juego perfecto, ni un no-hitter.
Martínez otra vez estuvo cerca de la hazaña el 10 de septiembre de 1999, cuando derrotó a los Yanquis de Nueva York 3-1. Se enfrentó a solo 28 bateadores y ponchó a 17 y sin dar bases por bolas (Martínez golpeó al primer bateador del juego, Chuck Knoblauch, pero fue puesto out al intentar robarse segunda base). Solo un cuadrangular en solitario por Chili Davis malogró el no-hitter de Martínez. El jonrón de Davis fue conectado en la segunda entrada, rompiendo el hielo, pero este puede haber sido el día más dominante de Martínez en el montículo. El periodista deportivo Thomas Boswell lo llamó el mejor juego lanzado en el Yankee Stadium.
El 29 de agosto de 2000, Martínez tuvo un partido sin hits en el noveno contra Tampa Bay Devil Rays, perdiéndolo por un sencillo de John Flaherty. Martínez había comenzado la noche golpeando el primer bateador, Gerald Williams, en la mano. Williams se dirigió al montículo, amenazando golpear a Martínez en la cara, pero fue detenido por el receptor Jason Varitek. Martínez luego retiró a los siguientes 24 bateadores en fila, y después de un sencillo de Flaherty, terminó el juego permitiendo un solo sencillo. Tuvo 13 ponches y ninguna base por bolas en el juego, el sencillo de Flaherty habría roto un juego perfecto, si no fuera por el primer bateador golpeado. Martínez nunca ha lanzado un no-hitter oficialmente. Él ha profesado un desinterés en el asunto, diciendo, "Creo que mi carrera es más interesante que un juego".
El 11 de octubre de 1999, Martínez lanzó seis entradas completas sin sencillos, en un formidable relevo durante la Serie Divisional de la Liga Americana frente a los Cleveland Indians.
Martínez fue seleccionado como el lanzador abridor por el equipo de la Liga Americana en el Juego de Estrellas en 1999. El juego, iniciado el 11 de julio de 1999, fue en el Fenway Park, el estadio del equipo de Martínez. Martínez ponchó a Barry Larkin, Larry Walker, y Sammy Sosa en forma consecutiva en la primera entrada. Más adelante, ponchó a Mark McGwire en la apertura del segundo, convirtiéndose en el primer lanzador en comenzar un Juego de Estrellas ponchando a los primeros cuatro bateadores. (El lanzador de la Liga Nacional Brad Penny realizó la hazaña en 2006.) Matt Williams logró alcanzar la primera base por un error de Roberto Alomar luego de ponchar a Jeff Bagwell, mientras que Williams fue sorprendido robando.
El 28 de mayo de 2000, Martínez y Roger Clemens tuvieron un duelo espectacular en la transmisión por televisión del Domingo de Grandes Ligas de ESPN. Ambos lanzadores se vieron envueltos en un duelo que registro una combinación de solo 9 sencillos, una base por bolas y 22 bateadores ponchados. Un juego de 0-0, finalmente fue roto en el noveno inning por un jonrón de Trot Nixon a Clemens. En la parte baja de la novena entrada, los Yanquis llenaron las bases contra un cansado Martínez, pero los Yankees no lograron anotar, y Pedro completó la blanqueada.
En el irritable Juego 3 de la Serie de Campeonato de la Liga Americana de 2003, luego de permitir carreras individuales en el segundo, tercero y cuarto inning, Martínez golpeó al jardinero derecho de los Yankees Karim García cerca del hombro con un lanzamiento, lo que desató una pelea entre Martínez y la banca de Nueva York. Dirigiendo su atención en el receptor de los Yankees Jorge Posada, Martínez hizo una seña con el dedo en la cabeza, que algunos interpretaron como un beanball, incluyendo al enfurecido entrenador de banca de los Yankees Don Zimmer. La tensión se mantuvo alta en la parte inferior de la entrada, que abrió con el toletero de Boston Manny Ramírez. Ramírez se enfureció con los ataques de strikes de Roger Clemens, lo que llevó a que ambas bancas se enfrentaran. Durante la conmoción, Zimmer de 72 años de edad, se dirigió hacia Martínez, Martínez desvió el ataque de Zimmer arrojándolo al suelo. Más tarde, Martínez afirmó que no estaba indicando que iba a golpear a Posada en la cabeza, pero que se acordaba de lo que Posada le había dicho.
Martínez también estuvo en la lomita para el Juego 7 de la Serie de Campeonato de la Liga Americana de 2003 frente a los Yankees. Con los Medias Rojas ganando 5-2 en el inicio de la octava entrada, un cansado Martínez lanzó su salida con problemas. Fue visitado al montículo por el mánager Grady Little, pero no fue movido. Los Yanquis empataron el marcador en contra de Martínez en esa entrada y cuatro hits consecutivos, llevando a una dramática entrada extra, la serie terminó con la victoria de Nueva York.
Después de una temporada relativamente mediocre en 2004 (aunque sigue siendo una temporada sólida, por normas generales), Pedro Martínez se llevó el triunfo en el Juego 3 de la Serie Mundial. Dejó fuera a los Cardenales de San Luis en siete entradas, registrando sus últimos 14 outs consecutivos. A finales de la temporada regular, un intenso juego perdido ante los Yanquis de Nueva York hizo bromear a Martínez diciendo "They beat me. They're that good right now. They're that hot. I just tip my hat and call the Yankees my daddy." Desde entonces, los fanáticos de los Yankees (en particular los llamados "Bleacher Creatures") habitualmente coreaban "Who's Your Daddy?" cada vez que Martínez volvía a lanzar al Yankee Stadium.
Con los Mets, el 10 de abril de 2005, en el Turner Field, Martínez superó a John Smoltz, lanzando un juego de solo dos hits, una carrera, en su primera victoria con los Mets. El 14 de agosto de 2005, contra los Dodgers, lanzó siente entradas y un tercio sin hits, pero terminó perdiendo el partido y el no-hitter.
En junio de 2006, los Mets jugaron una serie de interligas contra los Medias Rojas, que fue la primera aparición de Martínez en el Fenway Park desde que dejó el equipo.  En su salida del 28 de junio de 2006, Martínez duró solo tres entradas y un tercio, y fue arrollado con 8 carreras (seis limpias) en siete hits, perdiendo su peor partido justo antes de ir a la lista de lesionados.

## Estilo de lanzar
El estilo de lanzamiento de Martínez es atípico ya que puede contar con muchos picheos "fuera". Su bola rápida, bola en curva y su cambio en círculo están muy por encima del promedio, algo que combinado con su excelente control le ha permitido tener un poderoso repertorio de picheo. Martínez lanza a tres cuartos de brazo más abajo para poder esconder mejor su bola de los bateadores, los cuales han reiterado en numerosas ocasiones lo difícil de observar los lanzamientos de Martínez.
A principio de su carrera la bola rápida de Martínez se registraba en el rango de 95-97 mph. Usándola en combinación con su devastador cambio y, en ocasiones mezclándola con su curva, lo hizo un lanzador dominante nunca visto en el juego. Joe Posnanski de Sports Illustrated escribió, "Nunca ha habido un lanzador en la historia del béisbol - ni Walter Johnson, ni Lefty Grove, ni Sandy Koufax, ni Tom Seaver, ni Roger Clemens. - que fuera tan abrumador como el joven Pedro".
En los últimos años, el proceso de envejecimiento de Martínez se ha hecho sentir con las constantes lesiones, lo que ha hecho que Martínez haga una transición de lanzador de poder a un lanzador más fino. Su bola rápida ahora por lo general en el rango de 85-88 mph, a pesar de que todavía es capaz de llegar a 90-91 mph cuando sea necesario. Martínez ahora está usando más su bola en curva, su cambio en círculo y un ocasional slider, además de su bola rápida. Con su dominio de la zona de strike, Martínez sigue siendo un lanzador de ponches eficaz a pesar de que no tira tan fuerte como antes. El historiador del béisbol Bill James describe a Martínez como exponencialmente más eficaz que sus compañeros debido a su variedad de picheos, el ángulo de su brazo, la velocidad de sus picheos, la forma de determinar su control y sus numerosas formas de engañar.

## Vida personal
Martínez es hijo de Paulino Martínez y Leopoldina, el quinto de seis hermanos incluyendo el también ex lanzador de grandes ligas Ramón Martínez que fueron compañeros en los Medias Rojas de Boston.
El 9 de noviembre de 2005 Martínez se casó con la comunicadora dominicana Carolina Cruz Rodríguez. Martínez es presidente de dos fundaciones que se dedican a ayudar a niños en la República Dominicana. La primera "Fundación Pedro Martínez & Hermanos", creada en 1998, y la segunda junto a su esposa es la fundación "Hay Poder en Aprender", creada en 2009.

## Estadísticas de su carrera en la MLB
Temporada regular
| Año     | Equipo | G   | P   | ERA  | Juegos | Juegos iniciados | Juegos completos | SHO | Salvados | Innings lanzados | Hits permitidos | Carreras permitidas | ER  | HR  | Bases por bolas | Ponches | AVG  | WHIP |
| ------- | ------ | --- | --- | ---- | ------ | ---------------- | ---------------- | --- | -------- | ---------------- | --------------- | ------------------- | --- | --- | --------------- | ------- | ---- | ---- |
| 1992    | LAD    | 0   | 1   | 2.25 | 2      | 1                | 0                | 0   | 0        | 8.0              | 6               | 2                   | 2   | 0   | 1               | 8       | .200 | 0.88 |
| 1993    | LAD    | 10  | 5   | 2.61 | 65     | 2                | 0                | 0   | 2        | 107.0            | 76              | 34                  | 31  | 5   | 57              | 119     | .201 | 1.24 |
| 1994    | MON    | 11  | 5   | 3.42 | 24     | 23               | 1                | 1   | 1        | 144.2            | 115             | 58                  | 55  | 11  | 45              | 142     | .220 | 1.11 |
| 1995    | MON    | 14  | 10  | 3.51 | 30     | 30               | 2                | 2   | 0        | 194.2            | 158             | 79                  | 76  | 21  | 66              | 174     | .227 | 1.15 |
| 1996    | MON    | 13  | 10  | 3.70 | 33     | 33               | 4                | 1   | 0        | 216.2            | 189             | 100                 | 89  | 19  | 70              | 222     | .232 | 1.20 |
| 1997    | MON    | 17  | 8   | 1.90 | 31     | 31               | 13               | 4   | 0        | 241.1            | 158             | 65                  | 51  | 16  | 67              | 305     | .184 | 0.93 |
| 1998    | BOS    | 19  | 7   | 2.89 | 33     | 33               | 3                | 2   | 0        | 233.2            | 188             | 82                  | 75  | 26  | 67              | 251     | .217 | 1.09 |
| 1999    | BOS    | 23  | 4   | 2.07 | 31     | 29               | 5                | 1   | 0        | 213.1            | 160             | 56                  | 49  | 9   | 37              | 313     | .205 | 0.92 |
| 2000    | BOS    | 18  | 6   | 1.74 | 29     | 29               | 7                | 4   | 0        | 217.0            | 128             | 44                  | 42  | 17  | 32              | 284     | .167 | 0.74 |
| 2001    | BOS    | 7   | 3   | 2.39 | 18     | 18               | 1                | 0   | 0        | 116.2            | 84              | 33                  | 31  | 5   | 25              | 163     | .199 | 0.93 |
| 2002    | BOS    | 20  | 4   | 2.26 | 30     | 30               | 1                | 0   | 0        | 199.1            | 144             | 62                  | 50  | 13  | 40              | 239     | .198 | 0.92 |
| 2003    | BOS    | 14  | 4   | 2.22 | 29     | 20               | 3                | 0   | 0        | 186.2            | 147             | 52                  | 46  | 7   | 47              | 206     | .215 | 1.04 |
| 2004    | BOS    | 16  | 9   | 3.90 | 33     | 33               | 1                | 1   | 0        | 217.0            | 193             | 99                  | 94  | 26  | 61              | 227     | .238 | 1.17 |
| 2005    | NYM    | 15  | 8   | 2.82 | 31     | 31               | 4                | 1   | 0        | 217.0            | 159             | 68                  | 68  | 19  | 47              | 208     | .204 | 0.95 |
| 2006    | NYM    | 9   | 8   | 4.48 | 23     | 23               | 0                | 0   | 0        | 132.2            | 108             | 72                  | 66  | 19  | 39              | 137     | .220 | 1.11 |
| 2007    | NYM    | 3   | 1   | 2.57 | 5      | 5                | 0                | 0   | 0        | 28.0             | 33              | 11                  | 8   | 0   | 7               | 32      | .284 | 1.43 |
| 2008    | NYM    | 5   | 6   | 5.61 | 20     | 20               | 0                | 0   | 0        | 109.0            | 127             | 70                  | 68  | 19  | 6               | 87      | .294 | 1.47 |
| 2009    | PHI    | 5   | 1   | 3.63 | 9      | 9                | 0                | 0   | 0        | 44.2             | 48              | 18                  | 18  | 7   | 8               | 37      | .273 | 1.25 |
| Carrera | --     | 219 | 100 | 2.93 | 476    | 409              | 46               | 17  | 3        | 2827.1           | 2221            | 1006                | 919 | 239 | 760             | 3154    | .214 | 1.05 |

## Reconocimientos
- No.° 45 retirado por los Boston Red Sox
- Miembro del Salón de la Fama de los Boston Red Sox
- Miembro del Salón de la Fama del Béisbol Canadiense.
- No.° 45 retirado por los Tigres del Licey